# Cathédrale Jeondong
La cathédrale Jeondong (en hangeul : 전동성당) est une importante église catholique située à Jeonju en Corée du Sud.

## Histoire et architecture
De style romano-byzantin, elle a été construite entre 1908 et 1914 par François-Xavier Baudounet (1859-1915), un prêtre français originaire de Mostuéjouls en Aveyron, à l'endroit même où de nombreux chrétiens ont été martyrisés. Cette église, qui se trouve en plein centre ville à proximité du village traditionnel Hanok de Jeonju, est classée site historique n° 288.